# Northumberland-Klasse
Die Northumberland-Klasse, auch als America-Klasse bezeichnet, war eine Klasse von zwei nominell 74-Kanonen-Linienschiffen (Zweidecker) 3. Ranges der britischen Marine (Royal Navy), die nach den Linien des französischen Linienschiffes América der Téméraire-Klasse gebaut wurde, das 1794 erbeutet und in Impétueux umbenannt wurde.

## Einheiten
| Name           | Bauwerft                             | Bestellung    | Kiellegung    | Stapellauf      | Indienststellung | Verbleib            |
| -------------- | ------------------------------------ | ------------- | ------------- | --------------- | ---------------- | ------------------- |
| Northumberland | Deptford Dockyard, Deptford (London) | 10. Juni 1795 | Oktober 1795  | 2. Februar 1798 | 23. April 1798   | 1850 abgewrackt     |
| Renown         | Deptford Dockyard, Deptford (London) | 10. Juni 1795 | November 1796 | 2. Mai 1798     | August 1798      | Mai 1835 abgewrackt |

## Technische Beschreibung
Die Klasse war als Batterieschiff mit zwei durchgehenden Geschützdecks konzipiert und hatte eine Länge auf diesen von 55,47 Metern, eine Breite von 14,66 Metern und einen Tiefgang von 6,58 Metern. Sie waren Rahsegler mit drei Masten (Fockmast, Großmast und Besanmast). Der Rumpf schloss im Heckbereich mit einem Heckspiegel, in den Galerien integriert waren, die in die seitlich angebrachten Seitengalerien mündeten.
Die Besatzung hatte eine Stärke von 640 Mann. Die Bewaffnung der Klasse bestand bei Indienststellung aus 84 Geschützen.
|        | Unteres Batteriedeck    | Oberes Batteriedeck     | Backdeck                                         | Achterdeck                                        | Poopdeck                  | Kanonen (Geschossgewicht) |
| ------ | ----------------------- | ----------------------- | ------------------------------------------------ | ------------------------------------------------- | ------------------------- | ------------------------- |
| Design | 30 × 32-Pfünder-Kanonen | 30 × 24-Pfünder-Kanonen | 2 × 18-Pfünder-Kanonen 2 × 32-Pfünder-Karronaden | 4 × 18-Pfünder-Kanonen 10 × 32-Pfünder-Karronaden | 6 × 18-Pfünder-Karronaden | 84 Geschütze (516,99 kg)  |